# Kesambi Rampak
Kesambi Rampak is een bestuurslaag in het regentschap Situbondo van de provincie Oost-Java, Indonesië. Kesambi Rampak telt 4661 inwoners (volkstelling 2010).